# Cyr-Nestor Yapaupa
Cyr-Nestor Yapaupa (* 26. Februar 1970 in Bangassou) ist ein zentralafrikanischer Geistlicher und römisch-katholischer Bischof von Alindao.

## Leben
Cyr-Nestor Yapaupa empfing am 18. März 2001 die Priesterweihe für das Bistum Bangassou. Er wurde am 18. Dezember 2004 in den Klerus des neugegründeten Bistums Alindao inkardiniert.
Papst Benedikt XVI. ernannte ihn am 14. Mai 2012 zum Koadjutorbischof von Alindao. Der Präfekt der Kongregation für die Evangelisierung der Völker, Fernando Kardinal Filoni, spendete ihm am 22. Juli desselben Jahres die Bischofsweihe; Mitkonsekratoren waren Jude Thaddeus Okolo, Apostolischer Nuntius in der Zentralafrikanischen Republik und im Tschad, und Edouard Mathos, Bischof von Bambari.
Mit dem altersbedingten Rücktritt seines Vorgängers Peter Marzinkowski am 19. März 2014 folgte er diesem als Bischof von Alindao nach.